# Clathroneuria westcotti
Clathroneuria westcotti är en insektsart som först beskrevs av Stange 1970.  Clathroneuria westcotti ingår i släktet Clathroneuria och familjen myrlejonsländor. Inga underarter finns listade i Catalogue of Life.